# Mandrake (album)
Mandrake è il quinto album in studio degli Edguy, pubblicato nel 2001.

## Tracce
1. Tears Of A Mandrake
2. Golden Dawn
3. Jerusalem
4. All The Clowns
5. Nailed To The Wheel
6. The Pharaoh
7. Wash Away The Poison
8. Fallen Angels
9. Painting On The Wall
10. Save Us Now
11. The Devil And The Savant (bonus track)

## Formazione
- Tobias Sammet - voce e tastiera
- Jens Ludwig - chitarra solista
- Dirk Sauer - chitarra ritmica
- Tobias Exxel - basso
- Felix Bohnke - batteria